# Zsidovina vára
Zsidovina vára (horvátul: Židovina) egy várrom Horvátországban, a Zlatarhoz tartozó Gornja Selnica település határában.

## Fekvése
Gornja Selnicától 3 km-re északra, az Ivaneci-hegység egyik 692 méter magas hegycsúcsán találhatók romjai.

## Története
Zsidovinát 1587-ben II. Rudolf oklevelében említik először, melyben egyebek mellett ezt a várat a komori Bedekovich családnak adományozza. A családi vagyon három testvér (István, Miklós és Lajos) közötti megosztásakor a birtok Lajosnak, a család zsidovinai ágának alapítója tulajdonába került. Ekkor a vár már nagyon rossz állapotban volt. Utolsó birtokosaként egy bizonyos Zabavnikot említenek, aki falait lerombolta. Az egykori vár helyén találtak épületrészeket és késő középkori kerámiatöredékeket, amelyek lehetővé teszik a vár építése pontosabb időpontjának meghatározását. 

## A vár mai állapota
A vár egy 692 méteres, meredek oldalú magaslat tetejét foglalta el, melyet csak a nyugati oldalról lehetett megközelíteni. Erről az oldalról egy széles árok védte, melyen át valószínűleg csak egy felvonóhídon lehetett a várba bejutni. Az árkon át egy 40 méter hosszúságú keskeny fennsíkra jutunk, melynek közepén egy 11-szer 9 méteres, téglalap alaprajzú lakótorony állt. A torony nyugati és keleti részén elhelyezkedő terep elrendezése alapján úgy tűnik, hogy a hegytetőt paliszádokkal zárták körül.